# Mohammad Hardi Jaafar
Mohammad Hardi Jaafar, né le 30 mai 1979 à Ipoh en Malaisie, est un footballeur international malaisien. Il évolue au poste de milieu.

## Biographie

### Carrière en équipe nationale
Il participe à la Coupe d'Asie 2007 avec la Malaisie.

## Palmarès

### En club
- Perak FA :
  - Champion de Malaisie en 2009 et 2010.
  - Vainqueur de la Coupe de la Fédération de Malaisie en 2009.
  - Vainqueur de la Supercoupe de Malaisie en 2009 et 2010.

### En sélection nationale
- Finaliste du Tournoi de Merdeka en 2008.

## Statistiques

### Buts en sélection
Le tableau suivant liste les résultats de tous les buts inscrits par Mohammad Hardi Jaafar avec l'équipe de Malaisie.